# 자발적 노예
자발적 노예제(Voluntary slavery)는 이론적으로 다른 노예제도와 구별되는 자기 매매, 거래에 근거한 노예제도이다.

## 기원
어떤 사람들은 고대에 이것이 가난한 사람들이 자신이나 가족을 위해 생계를 유지하는 일반적인 방법이었고 이를 위한 규정이 법적으로 마련되었다고 믿는다.
이 개념의 기원은 고대로 거슬러 올라간다. 예를 들어 함무라비 법전에는 “개인은 개인 담보로 빌릴 수 있는 것외에도 자신이나 가족을 노예로 팔 수 있다”고 명시되어 있다. 그러나 다른 번역본에 따르면 “누구든지 빚을 갚지 못하여 자신과 아내, 아들, 딸을 돈을 받고 팔거나 강제 노동에 넘기면 그들을 산 사람이나 주인의 집에서 3년 동안 일하고 4년째 되는 해에 풀려날 것이다.”라고 되어있다. 이는 사람들이 대출을 받고 자발적으로 자신을 노예로 팔았다는 의미보다는 노예제도가 단순히 부채를 갚지 못한 것에 대한 표준적인 처벌이라는 의미로 해석될 수 있다.

## 현대적 함의
미국의 자유지상주의자 사상가 로버트 노직(Robert Nozick)은 자신의 저서 『무정부, 국가, 유토피아』(Anarchy, State, and Utopia)(1974)에서 이러한 개념을 옹호하였다:
 한 개인에 관해 유사한 질문은, 한 자유로운 체계는 개인에게 자신을 노예로 팔게끔 허락할 것인가의 문제이다. 내 생각으로는 그러리라 생각된다. (다른 학자들은 이의를 제기한다.) 이는 또한 그 개인으로 하여금 결코 그러한 거래 행위를 하지 않도록 허락하기도 한다.
-로버트 노직, 《아나키에서 유토피아로》 p.406- 

일부 소수의 다른 자유지상주의자도 그의 주장에 동조했다. 이런 인식이 보편적인 것은 아니며 대다수의 학자들은 그의 이런 주장이 자기 모순적이라고 생각하면서 반발하였다. 다른 자유지상주의자인 머리 로스바드(Murray Rothbard)는 이러한 개념이 심각한 자기모순에 근거하여 있다고 주장했다.
머리 로스바드는 한 사람이 평생 노동을 계약했다면, 계약파기시 대가에 상응하는 부채를 짊어져야한다고 주장하며 부채 속박(debt bondage)의 가능성을 허용한다.
 만약 그가 그런 계약에 의해 다른 사람의 재산올 갖는다면, 자유시장에서 그는 그 재산을 돌려주어야 할 것이다. 만약 A가 10000 그램의 금을 받고 B를 위하여 일생 동안 일하기로 동의했다면, 그리고 그 후에 만약 그가 그런 계약을 종결하여 일을 그만둔다면 그는 그에 상응하는 금올 돌려 주어야 할 것이다.
-머리 로스바드, 《인간 경제 국가》- 

한편 자발적 노예라는 용어는 종종 다양한 주제의 논쟁에서 수사학적으로 사용되고는 한다. 예를 들어 자본주의 비판자들은 자본주의의 임금노동 제도는 자발적인 것처럼 포장된 임금노예제도(Wage Slavery)에 해당하며 인간 존엄성 반한다고 주장하기도 한다.

## 같이 보기
- 계약 하인

## 참고자료
- 박상수. (2013). 자기 소유와 재산권의 비판적 검토. 제도와 경제, 7(2), 179-203.